# Uenglingen
Uenglingen este o comună din landul Saxonia-Anhalt, Germania.